# JR貨物DF200型柴油機車
DF200型柴油機車，是供日本貨物鐵道與九州旅客鐵道使用的交流電傳動六軸柴油機車，這款機車的暱稱為「ECO-POWER RED BEAR」。

## 概要
在干线电气化覆盖率较低的北海道线区，自“无烟化”之后，不论电气化还是非电气化区域，大部分货物列车的牵引都由DD51型机车负责。在国铁民营化后，随着货物列车运输量的增大和高速化，DD51单机动力不足的缺点开始显现，需要经常重联运行；且北海道的恶劣天气使本就陈旧的DD51车况更加不良。针对上述情况，本列车被开发以解决重联问题并替换老旧车辆。
本车通过公开评选被授予“ECO-POWER RED BEAR”的称号，并在车体侧面涂上了标志。这是JR货物设计和开发的唯一一款被授予称号的柴油机车。
本车在1994年获得日本铁道友之会的桂冠奖。

## 构造

### 车体
该车辆采用了20米级倾斜成“＜”形状的箱型车体。本车在设计时默认单机牵引，故没有设置前后端贯通门。为了保证车内设备的安装空间，车顶高度设置为最大限度的4米。各机器配置前后对称。
這款機車由川崎重工業負責製造，是日本自DF50型出現以來，首款使用電力傳動的幹線柴油機車。川崎於1992年完成首輛試製車（DF200-901），至1994年起開始量產，當中也分為0（1-12）、50（51-63）及100系列（101-）。所有機車均裝配兩台V型12氣缸柴油機，當中早期出廠的機車採用梅巴赫產品，51號以後的機車則改用小松製作所產品。
早期出廠機車的牽引變流裝置使用了GTO模組，至101號機車開始，牽引變流裝置改用了IGBT模組。
截至2007年年底，川崎共製造32輛本型機車，編號至DF200-106。2006年度及2007年度先後交付2台及4台。在2008年及2009年，川崎預定向JR貨物分別交付4輛及7輛新車。
2013年，川崎為JR九州製造新的DF200，車號DF200-7000。此車專用於牽引JR九州所推出頂級的環島臥鋪列車「九州七星號」（ななつ星in九州），全車為深棕色塗裝鑲有金色的標誌及類似汽車水箱罩的造型。
2016年，JR貨物在平成28年度事業計劃中提到將會試作DF200形式的規格變更車，以替換關西本綫上運行的舊DD51型柴油機車。之後JR貨物將原運用於北海道的DF200-123送入川崎重工工場進行改造，並改變番號為DF200-223。2017年3月14日時刻改正后，該機車開始在關西本綫定期運用。2017年4月以後，該型機車開始陸續代替原來由DD51執行的任務。

## 外部連結
- 產品介紹（川崎）